# Beastly Boyz
Beastly Boyz é um filme de horror estadunidense lançado em 2006, dirigido por David DeCoteau. Foi o primeiro filme lançado pela sua produtora Rapid Heart Extreme. O filme foi exibido no canal de  TV Here! com destaque após o lançamento.

## Roteiro
Rachel, uma bela jovem artista,  é assassinada em sua casa à beira de um  lago por um grupo de assassinos. Seu irmão Travis jura punir os assassinos, um por um - mesmo que isso lhe custe sua alma. Guiado pela voz fantasmagórica de sua irmã que lhe comanda para vingar-se brutalmente, Travis persegue cada um dos assassinos e os pune de forma repulsiva. Travis começa a fica com a consciência pesada, mas sua irmã tem outros planos para ele. 